# Henri Guérin (tirador d'esgrima)
Henri Guérin   (18è districte de París, 20 de maig de 1905 - Neuilly-sur-Seine, 11 d'octubre de 1967) va ser un tirador d'esgrima francès, especialista en espasa, que va competir durant les dècades de 1940 i 1950.
El 1948 va prendre part en els Jocs Olímpics d'Estiu de Londres, on guanyà la medalla d'or en la prova d'espasa per equips del programa d'esgrima. En la prova individual fou quart.
En el seu palmarès també destaquen dues medalles al Campionat del món d'esgrima, una d'or i una de plata, entres les edicions de 1947 i 1950.